# Pilão Arcado
Pilão Arcado este un oraș în statul Bahia (BA) din Brazilia.